# フジモータース
株式会社フジモータースは、愛媛県松山市に本社を置くマツダ（マツダオートザムグループ）のカーディーラー。
創業当初よりオートラマ販売網に加入してフォードブランドの新車を主に扱ってきたが、2016年フォードの日本撤退に伴い商号を株式会社フォードフジより 株式会社フジモータースへ変更しマツダ車販売に軸足を変える。
店舗は愛媛県･広島県に5店舗を構える。
中四国地区に展開するスーパーフジ・リテイリングのグループ会社。それゆえにフジ店舗敷地内に立地する、店頭で出張展示会を開催するといった事もある。

## 沿革
- 1984年 - 株式会社オートラマエヒメとして設立。
- 1987年 - 株式会社オートラマフジに商号変更。
- 1989年 - オートザムのディーラー権を取得、受け皿会社「株式会社フジオート」を設立。
- 1994年 - 株式会社フォードフジに商号変更する。
- 1995年 - オートラマ直営のディーラー「フォード新広島」の営業権を引き継ぐ。
- 1999年 - フジオートをフォードフジに合併統合する。
- 2016年
  - 5月7日 - 株式会社フジモータースに商号変更する。5月18日に発表。
  - 9月1日 - フォード日本撤退に伴い、フォードフジ店舗において、フォード店より名称変更する。広島地区では広島マツダの販売協力店として活動する。
- 2022年9月 - 愛媛県エリアの店舗において、マツダオートザムフジの屋号をマツダオートザムに変更し、各店舗の名称を「マツダオートザム+地名」とする。

## 店舗

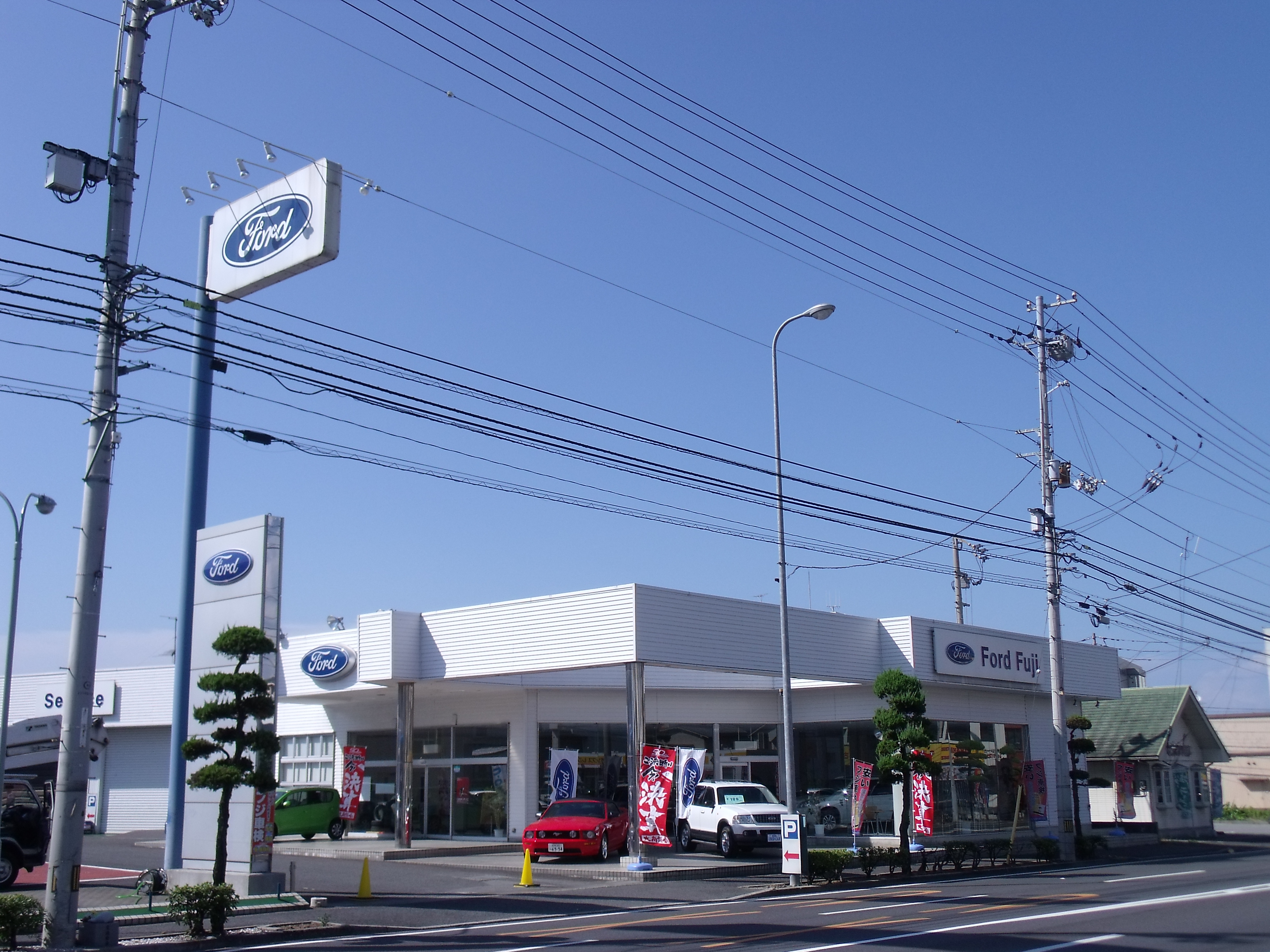
旧フォードフジ久万ノ台店

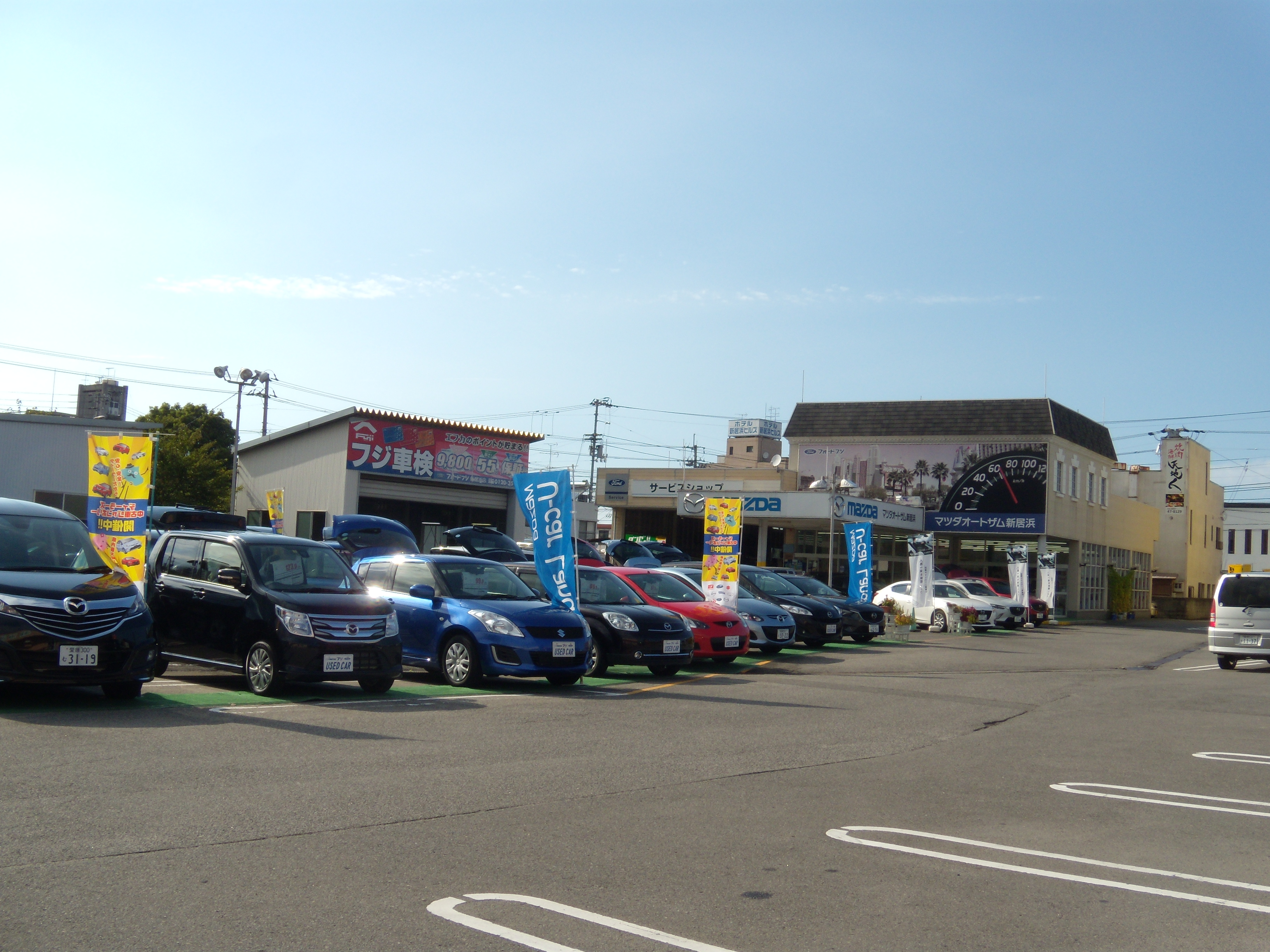
マツダオートザムフジ新居浜店(2024年までの旧店舗)

### マツダオートザム店舗
- マツダオートザム久万ノ台 - 愛媛県松山市久万ノ台
  - 旧・フォードフジ久万ノ台店 - マツダオートザムフジ松山と同一敷地の北側に併設。2016年9月1日付けで「マツダオートザムフジ松山」の店舗に変更した｡
- マツダオートザムエミフルMASAKI - 愛媛県伊予郡松前町 （エミフルMASAKI内）

愛媛県におけるフォード車のアフターサービスは同店のみで行う（2020年3月、久万ノ台店より移管）。
- マツダオートザムフジ新居浜 - 愛媛県新居浜市（フジ新居浜店(仮称、旧:フジグラン新居浜)北駐車場内）

フォード時代の旧称は｢フォードフジ新居浜｣。後に｢マツダオートザムフジグラン新居浜｣となるが2024年に再改称。
旧オートザム新居浜（ヰゲタ自動車工業：住友金属鉱山グループ）がマツダオートザム店に移行せずに閉店したことに伴い、「マツダオートザムフジ新居浜」に変更してオートザム店の営業を引き継ぐ。その後､旧マツダオートザム四国中央（旧・オートザム川之江：マルタニ）が閉店したことに伴い、四国中央市も営業エリアとしている。
2024年初頭より行われているフジグラン本体の建て替え工事と時期を同じくして旧店舗は解体され、こちらも少し南側に位置をずらした上で最近の黒を基調とした店舗に建て替えられた。
- マツダオートザムフジグラン北宇和島 - 愛媛県宇和島市（フジグラン北宇和島内）

フォード時代の旧称は｢フォードフジ宇和島｣。
旧・オートザム宇和島（リッチ）がマツダオートザム店に移行せずに閉店したことに伴い、「マツダオートザムフジ宇和島」に変更してオートザム店の営業を引き継ぐ。

### フジモータース店舗
- フジモータース呉（旧・フォードフジ呉店）- 広島県呉市

旧・フォード西広島 （マツダ中販）が運営。同社の廃業に伴い引き継ぐ。2015年より「フォード指定サービス工場」となる。2016年9月1日付けで「フジモータース呉」に変更。

### かつて存在した店舗
- 毘沙門通り店 - 広島市安佐南区。旧・フォード新広島が運営。ミスタードーナツと併設した店舗。
- 広店 - 広島県呉市。旧・フォード新広島が運営。
- 空港通り店 - 愛媛県松山市空港通 。所在地は現在、愛媛ダイハツU-CAR空港通が出店している。
- 高陽店 - 広島県広島市安佐北区（フジグラン緑井から東に約3km）。

2016年9月1日付けで「フジモータース高陽」に変更。2017年6月30日にて閉店。所在地は現在、ウォンツ口田店が出店している。

## フジクイック車検
各店舗では低価格で短時間が特徴の時間予約制車検「フジクイック車検」を導入している。また整備代金（税金、自賠責保険などの公的費用は除く）に フジ・リテイリングのポイントサービス「エフカポイント」のポイントがたまるサービスがある。
整備代金の決済方法として各種クレジットカードの他、前述のエフカによるエフカマネーも利用出来る。